# Wilhelm Schneider (Politiker, 1958)
Wilhelm Schneider (* 19. September 1958) ist ein deutscher Kommunalpolitiker aus Bayern. Seit 1. Mai 2014 ist er Landrat des Landkreises Haßberge in Unterfranken. Er ist Mitglied der CSU.

## Leben
Wilhelm Schneider besuchte von 1964 bis 1969 die Volksschule Maroldsweisach und legte 1978 das Abitur am Friedrich-Rückert-Gymnasium in Ebern ab. Eine anschließende Ausbildung zum gehobenen Dienst bei der Deutschen Bundespost schloss er als Diplom-Verwaltungswirt an. Ab 1981 war er beim Fernmeldeamt Bamberg in der Hochbauplanung beschäftigt und wurde 1992 Personalleiter bei der Deutschen Telekom in Bamberg. Er ist verheiratet und Vater von drei Kindern.

## Politische Laufbahn
Von 1984 bis 2002 war Schneider Gemeinderat, danach bis 2014 Erster Bürgermeister der Marktgemeinde Maroldsweisach. Parallel dazu war er von 1996 bis 2014 Kreisrat und dabei ab 2013 der Fraktionsvorsitzender der CSU in Kreistag von Haßberge. Bei der Kommunalwahl am 16. März 2014 wurde er zum Landrat gewählt und trat das Amt am 1. Mai 2014 an.